# Aek Tangga (Dolok)
Aek Tangga is een bestuurslaag in het regentschap Padang Lawas Utara van de provincie Noord-Sumatra, Indonesië. Aek Tangga telt 100 inwoners (volkstelling 2010).